# 斑纹缨口鳅
斑纹缨口鳅（学名：Formosania stigmata）为平鳍鳅科缨口鳅属的鱼类，是中国的特有物种。分布于闽江水系等，多栖息于底质为岩石砂砾以及水流湍急。该物种的模式产地在福建南平。
其种加词“stigmata”意为“有斑纹的”。